# Brown Edge
Brown Edge – wieś w Anglii, w hrabstwie Staffordshire, w dystrykcie Staffordshire Moorlands. Leży 30 km na północ od miasta Stafford i 222 km na północny zachód od Londynu.